# تيموثي أودونوفان
تيموثي أودونوفان (بالإنجليزية: Timothy O'Donovan)‏ (و. 1881 – 1951 م) هو سياسي من جمهورية أيرلندا.